# HMS Olympus (N35)
HMS Olympus (N35) là một  tàu ngầm lớp Odin được Hải quân Hoàng gia Anh chế tạo vào cuối thập niên 1920. Nó là chiếc tàu chiến đầu tiên của Hải quân Anh được đặt cái tên này, theo tên thần Olympus, một nhân vật trong thần thoại Hy Lạp. Nhập biên chế năm 1930, nó được phái sang phục vụ tại Viễn Đông cho đến khi Chiến tranh Thế giới thứ hai bùng nổ, và được điều về tăng cường cho lực lượng tại Địa Trung Hải khi Ý tuyên chiến với Pháp. Ngoài khơi Malta, Olympus bị đắm do trúng mìn vào ngày 8 tháng 5, 1942.

## Thiết kế và chế tạo

### Thiết kế
Lớp Odin được chế tạo với một thiết kế được cải biến, có kích thước lớn hơn chiếc nguyên mẫu HMS Oberon. Nó có chiều dài chung 283 ft 6 in (86,41 m), mạn tàu rộng 30 ft (9,1 m) và mớn nước sâu 16 ft 1 in (4,90 m). Nó có trọng lượng choán nước 1.781 tấn Anh (1.810 t) khi nổi và 2.083 tấn Anh (2.116 t) khi lặn. Con tàu được vận hành bằng hai động cơ diesel Admiralty công suất 2.950 bhp (2.200 kW) cùng hai động cơ điện công suất 1.350 shp (1.010 kW), mỗi chiếc dẫn động một trục chân vịt. Nó đạt được tốc độ tối đa 15 kn (28 km/h) trên mặt nước và 9 kn (17 km/h) khi di chuyển ngầm.
Lớp Odin có thủy thủ đoàn đầy đủ 53 đến 55 người. Con tàu trang bị một hải pháo QF 4-inch/40 Mk IV, hai súng máy Lewis, cùng tám ống phóng ngư lôi 533 milimét (21,0 in), gồm sáu ống trước mũi và hai ống phía đuôi. Nó có thể mang theo tổng cộng 24 ngư lôi 21 in (530 mm).

### Chế tạo
Olympus được đặt lườn tại xưởng tàu của hãng William Beardmore and Company tại Dalmuir, Scotland vào ngày 14 tháng 4, 1927.  Nó được hạ thủy vào ngày 11 tháng 2, 1928 và nhập biên chế cùng Hải quân Hoàng gia Anh vào ngày 14 tháng 06, 1930.

## Lịch sử hoạt động
Sau khi phục vụ cùng Chi hạm đội tàu ngầm 5 tại Portsmouth vào năm 1930, Olympus được cử sang Viễn Đông, nơi nó phục vụ cùng Chi hạm đội tàu ngầm 5 đặt căn cứ tại Hong Kong từ năm 1931 đến năm 1939. Khi Chiến tranh Thế giới thứ hai nổ ra tại Châu Âu, trong giai đoạn 1939-1940, con tàu được điều sang Chi hạm đội tàu ngầm 8 đặt căn cứ tại Colombo, Ceylon (nay là Sri Lanka).
Đến tháng 4, 1940, Olympus gia nhập Chi hạm đội tàu ngầm 1 đặt căn cứ tại Alexandria, Ai Cập, và được điều sang Malta không lâu sau đó. Con tàu bị hư hại trong một đợt không kích của máy bay Ý vào ngày 7 tháng 7, khi được sửa chữa trong ụ tàu tại Malta. Công việc sửa chữa và tái trang bị kéo dài cho đến ngày 29 tháng 11. Chiếc tàu ngầm chuyển căn cứ hoạt động đến Gibraltar vào cuối tháng 12.
Vào giữa tháng 3, 1941, Olympus hộ tống cho Đoàn tàu HG khởi hành từ Gibraltar để đi sang Anh. Đến ngày 21 tháng 7, nó tấn công một đoàn ba tàu buôn Ý đang đi từ Naples đến Cagliari nhưng không có kết quả. Đến ngày 28 tháng 7, nó phóng ngư lôi tấn công và đánh chìm tàu buôn Ý Monteponi 742 GRT ở vị trí khoảng 10 nmi (19 km) về phía Bắc mũi Comino, Sardinia, tại tọa độ 40°40′B 09°50′Đ / 40,667°B 9,833°Đ. Sang ngày hôm sau, chiếc tàu ngầm bị hư hại nhe sau khi bị một máy bay Ý tấn công về phía Đông đảo Cavoli (Đông Nam Sardinia). Đến ngày 9 tháng 11, 1941, nó tấn công bằng ngư lôi và hải pháo tàu buôn Ý Mauro Croce 1.049 GRT trong vịnh Genoa, nhưng mục tiêu chạy thoát mà không bị hư hại.
Từ tháng 11, 1941 đến tháng 4, 1942, Olympus thực hiện tổng cộng năm chuyến đi vận chuyển tiếp liệu từ Gibraltar đến Malta đang bị đối phương bao vây. Nó xuất phát từ Malta vào ngày 8 tháng 5, 1942 cho hành trình quay trở lại Gibraltar, trong số hành khách trên tàu có nhiều người là thành viên thủy thủ đoàn các tàu ngầm Pandora, P36 và P39. Tuy nhiên con tàu chỉ vừa rời khỏi Grand Harbour, Malta khi va phải thủy lôi do tàu E-boat đối phương rải, và bị đắm ngoài khơi Malta tại tọa độ 35°55′B 14°35′Đ / 35,917°B 14,583°Đ. Chỉ có chín người sống sót trong tổng số 98 thủy thủ đoàn và hành khách trên tàu.

## Khám phá xác tàu đắm
Cho dù một nhóm thợ lặn Anh và Malta tự nhận đã tìm thấy xác tàu đắm vào năm 2008, không thể xác nhận danh tính xác tàu cho đến khi một đội thuộc tổ chức Aurora Trust tìm lại được xác tàu vằo năm 2011 và thu được những hình ảnh nhờ thiết bị lặn điều khiển từ xa (ROV). Xác tàu nằm ở tư thế thẳng đứng ở độ sâu 115 m (377 ft) và hầu như nguyên vẹn. Kết quả khảo sát này được công bố vào ngày 10 tháng 1, 2012.